# Мітрополія
Мітрополія (рум. Mitropolia) — село у повіті Бузеу в Румунії. Входить до складу комуни Бредяну.
Село розташоване на відстані 78 км на північний схід від Бухареста, 30 км на південь від Бузеу, 109 км на південний захід від Галаца, 131 км на південний схід від Брашова.

## Населення
За даними перепису населення 2002 року у селі проживали 555 осіб, усі — румуни. Усі жителі села рідною мовою назвали румунську.